# 3-й корпус резервной кавалерии (Сто дней)
3-й корпус резервной кавалерии Северной армии (фр. 3e corps de réserve de cavalerie de l'Armée du Nord) — оперативно-тактическое объединение армии Наполеона.

## Состав дивизии
- 11-я кавалерийская дивизия (командир — дивизионный генерал Самюэль Леритье
- 12-я кавалерийская дивизия (командир — дивизионный генерал Николя Руссель д’Юрбаль

## Командование корпуса

### Командующие корпусом
- дивизионный генерал Франсуа-Этьен Келлерман (3 июня 1815 – 7 июля 1815)

### Начальники штаба корпуса
- полковник штаба Шарль Батай де Танкарвиль